# Stefan Andrejewicz Zbaraski
Stefan Andrejewicz Zbaraski herbu własnego (ur. ok. 1518 w Trokach, zm. w 1585) – wojewoda trocki od 1566, kasztelan trocki od 1564, wojewoda witebski od 1555, dworzanin królewski od 1543.

## Życiorys
Syn Andrzeja Zbaraskiego i Heleny z Herburtów herbu własnego rodziców nieznanych.
Dziedziczył  dobra somiliskie, żosleńskie, rudnickie i doruniskie, dzierżawił mohylowskie.
Na sejmie bielskim 1564 roku był świadkiem wydania przywileju bielskiego przez króla Zygmunta II Augusta. Wyrażał pozytywny stosunek wobec unii lubelskiej; był jednym z niewielu magnatów ruskich, którzy pozostali dłużej w Lublinie po potajemnym wyjeździe z miasta większości litewskich magnatów w nocy 28 lutego 1569, podpisał unię  lubelską 1569 roku. Jego syn Piotr jako jeden z pierwszych magnatów ruskich złożył przysięgę na wierność Koronie – 22 maja; sam Stefan zrobił to 26 maja. Niepomny na to, w czasie bezkrólewia w 1574 przyłączył samowolnie Międzyrzec Podlaski do województwa brzeskiego, by dochody z niego podlegały Wielkiemu Księstwu.
Pełnił również funkcje dyplomatyczne. W 1556 posłował do Moskwy, gdzie wynegocjował pokój na 6 lat. Wziął udział w wojnach Stefana Batorego; pod Połockiem wraz z Eustachym Wołłowiczem dowodził piechotą.
Żenił się trzykrotnie. Za pierwszym razem wziął za żonę Hannę z Zabrzezińskich (Leliwitów) rodziców nieznanych Sapiehową, wdową po Fiodorze, miał z nią syna Piotra. Owdowiały, wziął za żonę księżną Natalię vel Nastazję Mścisławską herbu Pogoń Litewska, córkę kniazia Michała Iwanowicza Mścisławskiego, lecz i to małżeństwo zakończyło się owdowieniem Stefana. Trzecią jego wybranką była Dorota z Firlejów, herbu Lewart, kasztelanka lubelska, córka Andrzeja Firleja i Barbary ze Szreńskich. Ta akurat go przeżyła. Miał z nią córkę Barbarę, którą wydano za kuzyna, a równocześnie jedną z ważniejszych osobistości Lubelszczyzny – między innymi dziedzica końskowolskiego – Gabriela Tęczyńskiego.
Przez ks. dr Tadeusza Wojaka wymieniany pośród znaczniejszych protestantów litewskich, bardzo aktywnie szerzył kalwinizm w województwie witebskim. Pomimo tego, według niektórych źródeł pod koniec życia przeszedł na katolicyzm. Kalwinistką pozostała jego żona.
Podpisał dyplom elekcji Henryka III Walezego. W 1575 podpisał elekcję cesarza Maksymiliana II Habsburga.
Był wyznawcą kalwinizmu w 1569 roku. Umarł jako katolik.